# 57-es villamos (Budapest)
A budapesti 57-es jelzésű villamos a Császárfürdő és a Csörsz utca között közlekedett. A járatot megszűnése előtt a Budapesti Közlekedési Vállalat üzemeltette.

## Története
1910-ben indult az első 57-es villamos Újpestről a Váci úton a Nyugati pályaudvar érintésével a Deák tér felé, ahol rákanyarodott a Kiskörútra és a Ferenc József hídon át a Kelenföldi pályaudvarig közlekedett. 1919. augusztusától már csak a Kálvin tértől indult Kelenföldre, decemberben pedig megszüntették.
1921. december 29-étől a Nyugati pályaudvartól indult és a Vámház körúton át érkezett a mai Móricz Zsigmond körtérre. 1926 júliusában megszüntették.
1953. december 7-én a Csörsz utca és a Moszkva tér között közlekedő 59A villamos jelzése 57-esre módosult, és a mai Szent János Kórházig hosszabbodott. 1956. augusztus 16-án kihasználatlanság miatt megszűnt. 1971. március 7-étől a Szentendrei HÉV építési munkálatai miatt indult újra a Császárfürdő ideiglenes végállomástól a Csörsz utcáig. 1972. december 22-én a munkálatok befejeztével az 57-es villamos megszűnt.